# María Teresa de Borbón y Vallabriga
María Teresa Josefa de Borbón y Vallabriga (Velada, Spanyol Birodalom, 1780. november 26. – Párizs, Francia Királyság, 1828. november 24.) a Bourbon-házból származó spanyol nemesasszony, Chinchón 15. grófnője, Boadilla del Monte 1. márkinője, egyben Manuel Godoy miniszter első felesége 1808-as válásukig. A grófnő Lajos Antal spanyol infáns és María Teresa de Vallabriga idősebb leánya, V. Fülöp spanyol király agnátusi leszármazottja volt.

## Élete

María Teresa de Borbón y Vallabriga Francisco de Goya 1783-as portréján

María Teresa Josefa 1780. november 26-án született Lajos Antal spanyol infáns és María Teresa de Vallabriga morganatikus házasságából. Egy fivére, Luis María és egy húga, María Luisa volt. Születésekor csak a de Vallabriga nevet használta testvéréhez hasonlóan, mivel az 1776-os pragmatica sanctio értelmében a királyi család tagjai rangon aluli házasságuk esetén a születendő gyermek nem örökölhette a trónt és nem járt ki neki a de Borbón név.
Apja 1785-ös halálát követően nagybátyja, III. Károly spanyol király María Teresát húgával, María Luisával együtt Toledóba küldte egy helyi kolostorba. A király célja az lehetett, hogy megakadályozza a leányok házasságkötését. María Teresa tizenkét évig volt ott, egészen 1797-ig, amikor is unokatestvérei, IV. Károly király és Parmai Mária Lujza király uralkodtak. A királynétól származott az ötlet, hogy María Teresa házasságot kössön Manuel Godoy miniszterrel.
A királyné célja az esküvővel Godoy miniszter – aki egyben a szeretője is volt –, még magasabb rangba emelése volt. Ehhez elérték a királynál, hogy engedélyezze María Teresa és családjának a de Borbón név használatát. Nem sokkal később fivérét, Don Luist is kinevezték toledói érsekeknek, María Teresa pedig apja és fivére után megkapta a Chinchón grófnője és a Boadilla del Monte márkinője címeket, valamint hitvese után az Alcudia hercegnéje, továbbá a de la Paz hercegnéje és a Sueca hercegnéje méltóságokat is.
A házasságkötésre 1797. október 2-án került sor az El Escorial-i királyi palotában. Kapcsolatukból egy leány született:
- Carlota Luisa Manuela (1800. október 7. – 1886. május 13.), Joaquín José de Melgarejo, San Fernando de Quiroga 1. hercegének felesége.

## Fordítás
- Ez a szócikk részben vagy egészben  a   María Teresa de Borbón y Vallabriga című spanyol Wikipédia-szócikk ezen változatának fordításán alapul.  Az eredeti cikk szerkesztőit annak laptörténete sorolja fel. Ez a jelzés csupán a megfogalmazás eredetét és a szerzői jogokat jelzi, nem szolgál a cikkben szereplő információk forrásmegjelöléseként.